# Lunar Cubit
Lunar Cubit — проект комплекса выработки солнечной энергии, строительство которого планируется неподалёку от города Масдар эмирата Абу-Даби. Lunar Cubit представляет собой комплекс традиционных солнечных электростанций в виде одной большой и окружающих её восьми малых пирамид. Каждая из малых пирамид способна обеспечить энергией примерно 250 домов. Солнечные панели изготовлены из стекла и аморфного кремния. Проект был представлен на конкурсе альтернативных источников энергии Land Art Generator Initiative в Египте, где занял первое место. Помимо выработки энергии проект послужит публичным инновационным арт-сооружением для привлечения внимания туристов.

## Этимология
Слово lunar в переводе с английского означает лунный, а cubit — локоть, имеет значение единицы измерения длины, которая у древних египтян равнялась 45 сантиметрам.

## Особенности
Комплекс спроектирован пропорциональным пирамиде Хеопса в Гизе. Малые пирамиды имеют высоту 22 метра, центральная — 50 метров. Каждая из «пирамид-спутников» представляет одну из восьми фаз Луны.
Комплекс работает как лунный календарь — центральная пирамида подсвечивается с интенсивностью, обратно пропорциональной текущей фазе луны, то есть в новолуние иллюминация будет самой яркой. Малые пирамиды играют роль часовых стрелок — они освещаются в разных комбинациях, символизируя уменьшение или увеличение луны.
В строительстве электростанции будут использованы тонкоплёночные солнечные панели LC-1 и LC-2, позволяющие создать бесшовную поверхность. Панели будут созданы из аморфного кремния, превосходящего кристаллические модули по эффективности и отличающегося своей экологической безопасностью. Среди элементов электростанции отсутствуют движущиеся части, нуждающиеся в обслуживании. Мощность составит 1,74 МВт.
Пирамиды разработаны промышленными дизайнерами Робертом Флоттмешем, Джен Денай, Йоханной Бальхаус и Адрианом П. де Лука.

## Интересные факты
- Проект Lunar Cubit должен окупиться всего за 5 лет своего существования.